# Mario Anderson Pacheco
Mario Anderson Pacheco (probablemente década de 1880, Uruguay - La Plata, 4 de enero de 1933), también conocido como el Negro Pacheco, fue un obrero y militante anarquista argentino.
Fue un importante miembro de la comunidad anarquista vinculado con la corriente antorchista, esto es centrada en torno al periódico La Antorcha que se editó en la ciudad de Buenos Aires entre los años 1921 y 1932. También tuvo vínculos con la Federación Obrera Regional Argentina (FORA) y participó activamente en las luchas sindicales durante la década de 1920 y los primeros años de 1930, lo que le valió ser apresado varias veces. Su formación fue autodidacta, y se destacó como orador y conferencista.
Participó también, al igual que Alberto Bianchi, en varias "giras de propaganda" para exponer las ideas anarquistas en lugares del interior del país y fomentar la creación de nuevos grupos y publicaciones. Al menos realizó una gira por el norte del país en el año 1926, visitando las provincias de Tucumán, Salta y Jujuy. Luego del golpe de Estado de Uriburu fue encarcelado y enviado preso al presidio de Ushuaia durante ocho meses, de donde regreso a fines de 1932 gravemente enfermo de lo cual no se recuperaría. En los últimos años también participó del periódico Brazo y Cerebro de Bahía Blanca, además de publicar artículos inclusos en revistas españolas, como Solidaridad Obrera.
Murió el 4 de enero de 1933 en un hospital de La Plata luego de una enfermedad que lo aquejó durante 10 meses. Tenía una compañera de nombre Mercedes y varios hijos. Durante ese año, se publicaron sentidas notas de pesar en las revistas Nervio, de Buenos Aires y La Revista Blanca de Barcelona.